# Svensk sjöfart
Svensk sjöfart har genom historien haft stor betydelse för Sveriges historia och handelsförbindelser, inte minst på grund av det geografiska läget som i praktiken har gjort Sverige lika beroende av sjöfarten som en önation.

## Historia

### Vikingatiden och de första svenska långresenärerna
Nordbornas resor i österled skiljde sig från resorna västerut. En av förklaringarna har varit att större vikingaskepp inte kunnat ta sig söderut på de ryska floderna. Resorna i österled blev därför mycket handelsresor men uppgifter finns också på vikingatåg. 859 omtalas till exempel för första gången varjager, den fornryska beteckningen för nordbor: ”Det kom varjager från andra sidan havet och utkrävde skatt av cuderna och av slovenerna, av mererna och av vepserna samt av krivicerna.” 
Dessa östliga resor attraherade främst nordbor från sveariket även om det finns många uppgifter om både daner, norrmän och islänningar på dessa färder. Många nordbor anslöt sig till den östromerske kejsarens här och flotta, några ingick dessutom i det väringagarde som var kejsarens livvakt. Ett berömt vikingatåg, Ingvarståget, skedde i Österled mot Kaspiska havet under vikingahövdingen Ingvar den vittfarnes ledning 1036–1041. Detta slutade i fullständig katastrof.

### Svensk sjöfart under medeltiden

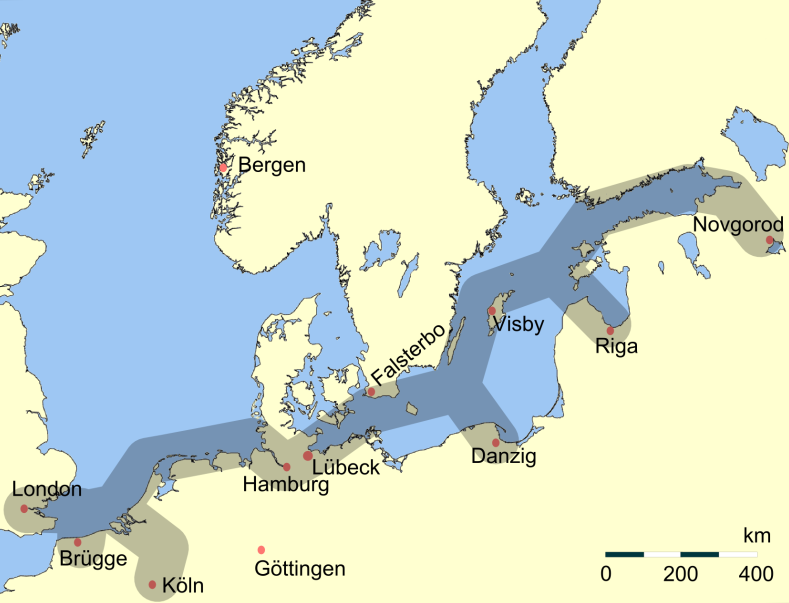
Hansans handelsrutter.

Hansan dominerade handeln på Norden under medeltiden. Hansan var ett handelsmonopolförbund av främst tyska städer eller städer med stora tyska minoriteter, som från mitten av 1100-talet till mitten av 1600-talet idkade gemensam handel och som skyddade denna handel genom att utestänga icke-hanseatiska handelsmän, i praktiken all icke-tysk handel. Därigenom uppnådde man fullständigt handelsmonopol i Östersjön. Hansan omfattade som mest nästan 200 städer, av vilka Lübeck var den ledande. En viktig svensk hansastad var Visby. Den gemensamma politiken bestämdes på "hansedagar". Hansans betydelse upphörde under 1500-talet, då världshandeln, som följd av de geografiska upptäckterna, tog andra vägar. Hansans färger, rött och vitt, återfinns ännu i många av hansestädernas stadsvapen. Samtliga hansestäder använde en speciell fartygstyp, hansakogg, dessa ersattes under 1400-talet av större kravellbyggda holkar. Under hotfulla tider kunde en hansakogg ta ombord upp till tusen man.

### Öresundstullen och Nya Lödöse
Ett strategiskt dilemma för Sverige var att landet var utestängt från Nordsjön av dansk-norska Skåne, Blekinge, Halland och Bohuslän. Den enda hamnen i väst låg i mynningen av Göta älv och Nya Lödöse. För passage genom Öresund utkrävde den danska kronan Öresundstullen.
Vid flera tillfällen under andra halvan av 1400-talet och första halvan av 1500-talet gjorde svenskarna inbrytningar i Bohuslän för att säkra tillgången till en passage till Västerhavet om danskarna skulle blockera Göta älvs mynning. Vid dessa tillfällen besattes och förstärktes borganläggningarna Karlsborg och Olsborg i nuvarande Tanums kommun för att på så sätt säkra närvaron.
I samband angreppet 1455 lett av riksmarsken Tord Karlsson (Bonde), skrev Kung Karl brev till England och inbjöd engelska handelsmän att komma till Slottefjorden, nedanför Karlsborg, och bedriva handel med svenskarna. Frågan är om engelsmännen hann komma innan svenskarna drog sig tillbaka från Bohuslän redan år 1456, då Tord Karlsson (Bonde) hade mördats på Karlsborg av sin fogde. Men, de gjorda ansträngningarna visar vikten för Sverige av fungerande handel och sjöfart via Västerhavet redan på 1400-talet.

### Kanaler

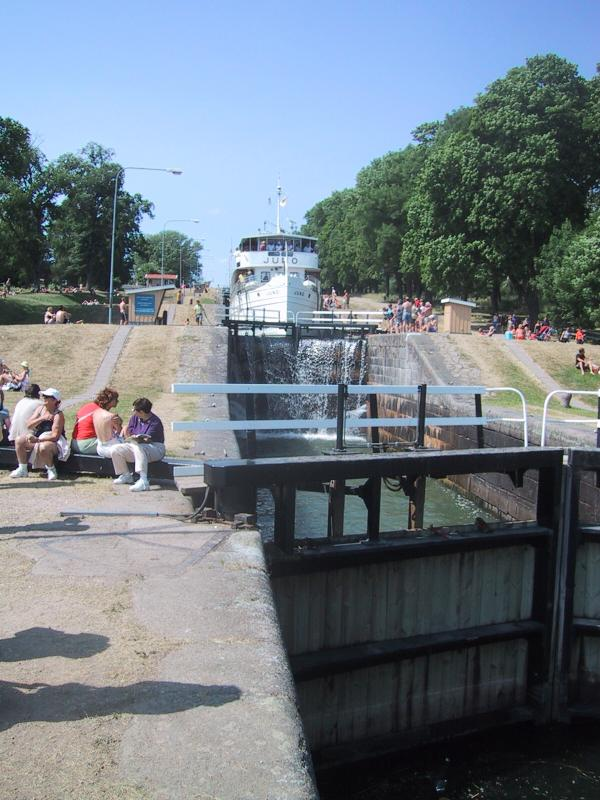
M/S Juno i Bergs slussar i Göta kanal.

För att få ut inlandets tunga produkter, främst järn och förädlade produkter från järnbruken, till stapelstäderna vid kusten användes tidigt naturliga vattenleder. Länge var omlastning enda sättet att ta sig förbi hindren. Vattendragens lopp renades från mindre hinder. Över landtungor mellan sjöar grävdes enkla kanaler, om inte nivåskillnaderna mellan sjöarna var för stora. Redan på 1500-talet diskuterades möjligheter att underlätta trafik i vattendrag där framfarten hindrades av större nivåskillnader som forsar eller vattenfall. 
Lilla Edets sluss är den första slussen som öppnades i Sverige. Arbetet med slussen i Lilla Edet påbörjades på 1580-talet efter ett förslag från Johan III. Den kunde tas i bruk 1607.
Senare fick Sverige ett omfattande system av kanaler. Där Trollhätte kanal och Södertälje kanal fortfarande är betydande transportleder som konkurrerar effektivt med transporter på land.

### Göta kanal
12 april 1810 fick Baltzar von Platen tillstånd att bygga kanalen som skulle tjäna som en genväg mellan Stockholm och Göteborg. Med hjälp av Thomas Telford stakades kanalen ut. Den var tänkt att göra så att de skepp som var tvungna att färdas genom Öresund eller Danska vatten och därmed även betala Öresundstullen till Danmark för att ta sig mellan Kattegatt och Östersjön istället skulle kunna färdas genom Sverige. Kanalen öppnades 26 september 1832 till en kostnad av 9 miljoner riksdaler (cirka 12,3 miljarder SEK i 1995 års penningvärde; cirka 13,5 miljarder i 2005 års penningvärde). 58000 soldater från 16 olika regementen gjorde 7 miljoner dagsverken med kanalen. Ett dagsverke varade 12 timmar och grävningen gjordes för hand. Kanalen var klar endast något decennium före järnvägens tillkomst i Sverige, vilket innebar att kanalen snabbt blev föråldrad.

### Stormaktstid
Sverige strävade efter att upprätta kontroll över alla betydande hamnar i Östersjön för att på så vis tjäna tullinkomster från handeln på Ryssland, Polen och Tyskland. De två dominerande nordeuropeiska stormakterna till havs, Nederländerna och Storbritannien spelade ett maktspel för att förhindra att någon part blev för dominerande. 
Handeln koncentrerades till ett fåtal städer som tilldelades privilegier. På detta vis gynnades Gävle framför övriga norrlandsstäder, Stockholm framför Södertälje och Kalmar framför orter som Figeholm och Mönsterås.

### Bottniska handelstvånget
Det så kallade bottniska handelstvånget var ett försök att stärka Stockholms och Åbos handel genom att alla fartyg från hamnar norr om dessa två förbjöds bedriva sjöfart på hamnar söder om Stockholm och Åbo utan att först anlöpa någon av dessa. Handelstvånget riktades främst mot Östhammar och Gävle och "den krokota seglatsen", som omvägen till Stockholm eller Åbo kallades, fördyrade utrikeshandeln från hamnarna runt Bottenhavet.

### Svensk kustsjöfart
Kustsjöfarten har spelat en stor betydelse för svensk inrikestrafik fram till mitten av 1900-talet. Före järnvägsnätets utbyggnad var detta det snabbaste sättet att transportera sig inom landet. Med järnvägen fruktade kustsjöfarten konkurrens. Det var dock främst militärens synpunkter som gjorde att antikustprincipen, den att ingen järnväg fick byggas mellan två sjöfartsstäder, fick genomslag. På så vis undvek statligt byggda järnvägar som Västra stambanan de stora sjöfartssjöarna Vänern, Vättern, Hjälmaren och Mälaren. Privat byggda koncessionsjärnvägar kunde dock byggas mellan två kuststäder, vilket de olika privata järnvägsbolagen som byggde Västkustbanan och Blekinge kustbana fick tillåtelse till och principen kom mest att tillämpas på ostkusten snarare än svenska västkusten. Kustrederierna svarade med lägre priser och snabbare restider i förhållande till järnvägen, och det gick således att åka fartyg från Karlskrona till Luleå med byten i bland annat Stockholm långt in på 1900-talet. Stockholm utgjorde navet i denna inrikestrafik med omfattande sjöfart även på Mälaren, men även i västra Sverige och då i Vänern och kanalerna Dalslands kanal och Göta kanal gick det att åka båt. Sveabolaget var bland de största rederierna som seglade på ostkusten.
Med järnvägsnätets snabbare restider samt vägnätets utbyggnad och billigare långdistans busstrafik tog kustsjöfartens betydelse slut efter andra världskriget.
Då Sverige är ett omfattande land med många bebodda öar spelar kustsjöfarten fortfarande en stor roll inte minst lokalt, främst när det gäller sjötrafiken till Gotland. I förhållande till hur omfattande trafiken var före andra världskriget är det dock av marginell betydelse.

### Svenska kolonier
Som en del i stormaktssträvandet etablerade Sverige kolonier eller handelsstationer i Afrika, Karibien och Nordamerika. De långa avstånden till Sverige gjorde kontakten svår att upprätthålla.

### Svenska Ostindiska Companiet

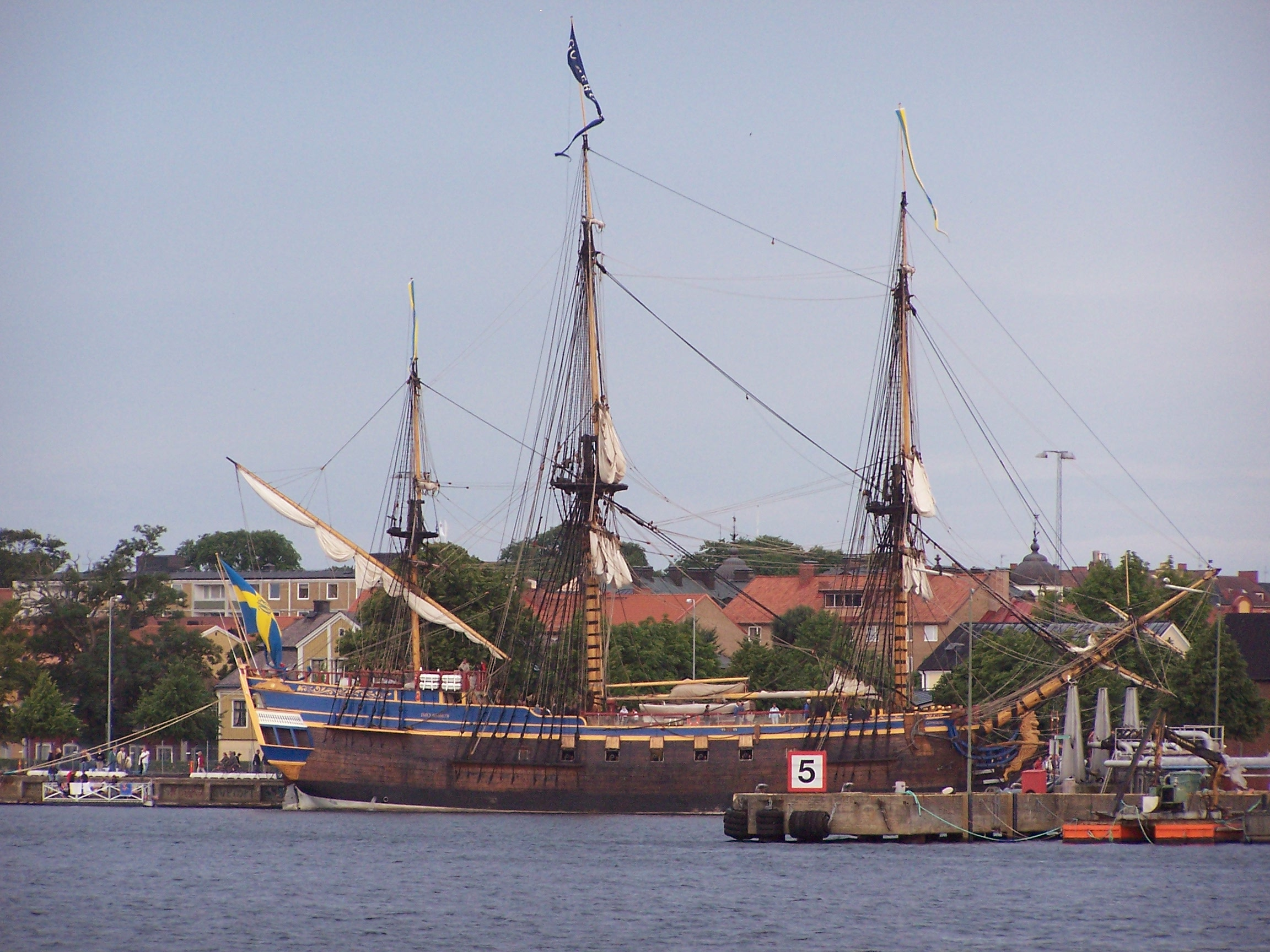
Replika av ostindiefararen Götheborg.

Svenska Ostindiska Companiet (SOIC) var ett svenskt handelskompani som handlade med Östasien, framförallt Kina, från Göteborg mellan åren 1731 och 1813. Kompaniet fick 1731 svenskt monopol på all handel söder om Godahoppsudden, en unik rätt som beviljades av Sveriges dåvarande monark Fredrik I. Den första expeditionen gjorde kompaniet 1732 med fartyget Fredericus Rex Sueciae (uppkallat efter Fredrik I). Resan gick genom engelska kanalen, sen ner till Cadiz i Spanien där kompaniet sålde de svenska varorna som medtogs och sedan seglade skeppet vidare mot Kanton i Kina där den slutliga handeln skedde. 
Ostindiska kompaniet skapade mängder med arbetstillfällen både i Sverige och utomlands. Kompaniet gav inte bara jobb till de besättningar som var ombord på skeppen utan även många arbetstillfällen hemma i Sverige, och då främst i Göteborg. Kompaniet var även den största kunden för många svenska företag och underleverantörer som handlade med skeppsproviant, packmaterial samt utrustning och reparationsmaterial för båtar.
Ostindiefararna var enorma fartyg, de största hade lastkapacitet på över 1500 ton och besättningar på mellan 100 och 150 man. Totalt mönstrade runt 16 400 man under de 82 år kompaniet var aktivt. Av dessa 16 400 dog cirka 12% vilket säger en del om standarden ombord på skeppet. Trots detta hade Svenska Ostindiska Companiet betydligt lägre dödstal än dess utländska motsvarigheter.

### Utvandringstiden
Den övervägande delen av emigranterna färdades på utländska skepp till större europeiska hamnstäder, varifrån de företog överfärden över Atlanten. Svenska sjöfart spelade en mindre roll.

### Handelsflottan under andra världskriget

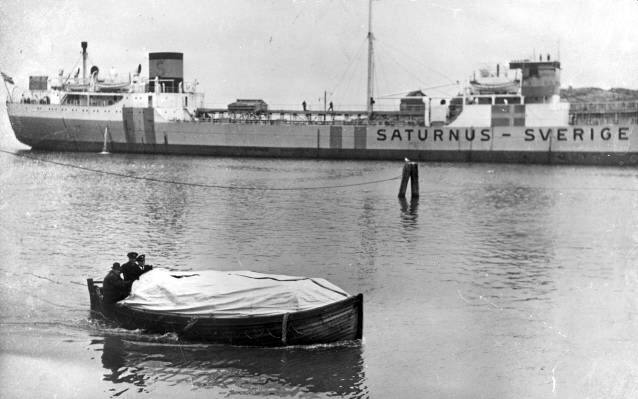
Under andra världskrigets krigsår lyckades Sverige genom avtal med de krigförande länderna upprätthålla en del av den transoceana godstrafiken. Antalet tillåtna fartyg i den så kallade lejdtrafiken var begränsat och de skulle följa bestämda rutter. Bilden är tagen i Göteborgs hamn 1942.

Efter Nazitysklands angrepp på Danmark och Norge den 9 april 1940 blev Sverige helt isolerade från handel västerut. Undantaget en marginell handel med Storbritannien som skedde via Petsamo, den så kallade Petsamotrafiken fram till dess att den stoppades av tyskarna i september 1940. Ungefär halva den svenska handelsflottan låg då innanför den tyska blockadlinjen och halva handelsflottan låg utanför. 
Trots ransoneringar och produktionsanpassningar under fanns brister i folkförsörjningen som måste fyllas från annat håll. Regeringen fick under 1940 medgivande från de olika krigförande parterna att på lejdbåtar transportera olika varor mellan Sverige och andra länder. Lejdbåtstrafiken svarade 1941 för 12 procent av landets import och för 20 procent under 1942. Det mesta av försörjningen med bland annat hudar och läder, ull och bomull, vegetabiliska och mineraliska oljor, kraftfoder, kaffe, tobak och spannmål erhölls på detta sätt.
1941–1942 gick trafiken mest till USA och tillbaka. När USA drogs in i kriget blev istället Argentina den främsta destinationen för lejdbåtarna. Den 17 april 1941 led lejdtrafiken sin största förlust under kriget, då M/S Venezuela sänktes av den tyska ubåten U 123 och 49 människor dödades. Totalt förlorade Sverige 198 handelsfartyg och 31 fiskebåtar under kriget, varvid cirka 1500 människor omkom. Den största enskilda förlusten var passagerarångaren Hansa, som sjönk på resa mellan Nynäshamn och Visby 1944, varvid 84 personer omkom.

### Oljekris och varvskris

#### Oljekrisen 1973/74
De japanska varven hade accelererat sin utbyggnad under 1960-talet och detta fortsatte under 70-talet. Samtidigt började de sydkoreanska varven göra sig gällande. En omfattande överbeställning skedde av framförallt tungt tanktonnage - supertankers - och 1974 visade internationella analyser att det inte skulle finnas utrymme för ytterligare efterfrågan på tankers, än vad som då fanns i orderböckerna, under en kommande 10-årsperiod. De höga internationella oljepriserna - oljekrisen - och en tillfälligt avtagande världshandel gjorde också att behovet av nya fartygsbeställningar minskade. Detta kom att drabba speciellt Sverige som var ett högkostnadsland med en överetablering inom varvsindustrin, som drivits på genom såväl facklig- som statlig inblandning. Att de flesta svenska varven dessutom var specialiserade just på tillverkning av oljetankers - VLCC och ULCC - gjorde inte saken bättre. Det fanns inga nybeställare av tanktonnage längre. Detta borde ha uppmärksammats av de svenska varvsledningarna.

#### Varvskrisen
Vid mitten av 1970-talet ledde de internationella oljeprishöjningarna och den svaga utvecklingen för världshandeln att behovet av nya fartygsbeställningar minskade drastiskt i hela världen. I högkostnadsländer som Sverige ledde dessutom den överetablering inom varvsindustrin som fanns till en särskilt djup kris. Speciellt liten blev även efterfrågan på stora oljetankers och lastfartyg, något som just den svenska varvsindustrin var specialiserad på. Från svenska statens sida försökte man lösa problemet genom bildandet av statliga Svenska Varv AB 1977. Bolaget övertog successivt de svenska storvarven som ett efter ett helt eller delvis lades ned. När det stora Uddevallavarvet slutligen lades ned 1985 hade den svenska varvsindustrin sammanlagt under en tioårsperiod fått ett statligt stöd på drygt 34 miljarder kr. 
Den internationella varvskrisen kom påtagligt att förändra produktionsstrukturen i världen. Japan, som redan tidigare intagit den ledande rollen på den internationella varvsmarknaden, kom att stärka sin position. Vid sidan om Japan etablerade sig Sydkorea som den världens andra viktigaste fartygsproducent.
År 1992 svarade dessa två länder för närmare 70 % av världens fartygstillverkning. Även den brittiska varvsindustrin drabbades hårt av 1970-talets varvskris, liksom i viss mån Tyskland, USA och Spanien.

## Färjeförbindelser
Färjor för persontrafik, personbilar, lastbilar, och järnvägsvagnar har haft en väldigt stor betydelse för transporter till och från Sverige de senaste seklen. Viss mängd gods för export och import kunde gå på lastbil eller järnväg via Finland och Norge men fram till öppnandet av Öresundsbron var färjeförbindelser helt nödvändiga för export på landsväg. 

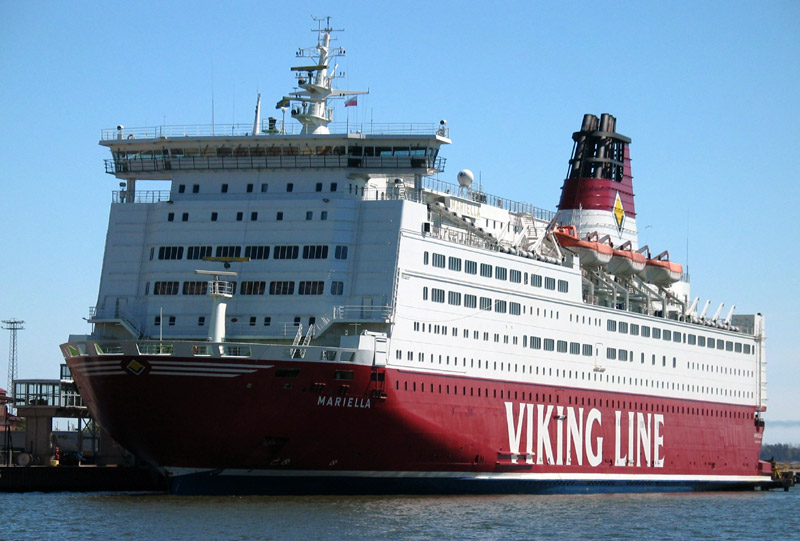
Viking Lines M/S Mariella i trafik mellan Stockholm och Helsingfors.

| Linje                             | Rederi                                            |
| --------------------------------- | ------------------------------------------------- |
| Allinge - Simrishamn              | Christiansøfarten                                 |
| Ven - Landskrona                  | Ventrafiken                                       |
| Eckerö - Grisslehamn              | Eckerölinjen                                      |
| Frederikshavn - Göteborg          | Stena Line                                        |
| Gdansk - Nynäshamn                | Polferries                                        |
| Gdynia - Karlskrona               | Stena Line                                        |
| Grenå - Varberg                   | Stena Line                                        |
| Gränna - Visingsö                 | Visingsötrafiken                                  |
| Helsingfors - Stockholm           | Silja Line, Viking Line                           |
| Helsingör - Helsingborg           | Scandlines, HH-ferries, Sundsbussarna             |
| Kaskö - Härnösand                 | Baltic Scandinavian Lines                         |
| Kiel - Göteborg                   | Stena Line                                        |
| Klaipeda - Karlshamn              | DFDS Lisco                                        |
| Mariehamn - Kapellskär            | Viking Line                                       |
| Mariehamn - Stockholm             | Silja Line, Viking Line, Ånedinlinjen, Birka Line |
| Nynäshamn - Visby                 | Destination Gotland                               |
| Oskarshamn - Visby                | Destination Gotland                               |
| Paldiski - Kapellskär             | Tallink, DFDS Lisco                               |
| Riga - Stockholm                  | Tallink                                           |
| Rostock - Trelleborg              | TT-Line, Scandlines                               |
| Rönne - Ystad                     | Bornholmerfærgen                                  |
| Strömstad - Sandefjord            | Color Line                                        |
| Hirtshals - Langesund - Strömstad | Kystlink (Nedlagd från och med oktober 2008)      |
| Sassnitz - Trelleborg             | TT-Line                                           |
| Stockholm - Göteborg              | Rederi AB Göta Kanal                              |
| Świnoujście - Ystad               | Polferries                                        |
| Tallinn - Stockholm               | Tallink                                           |
| Travemünde - Malmö                | Nordö Link                                        |
| Travemünde - Trelleborg           | TT-Line                                           |
| Vasa - Umeå                       | RG Line                                           |
| Ventspils - Karlshamn             | Scandlines, Stena Line, Tallink                   |
| Ventspils - Nynäshamn             | Scandlines, Stena Line, Tallink                   |
| Nådendal - Kapellskär             | Finnlink                                          |
| Åbo - Stockholm                   | Silja Line, Viking Line, Sea Wind Line            |

## Större svenska rederier i nutid

### Stena-sfären

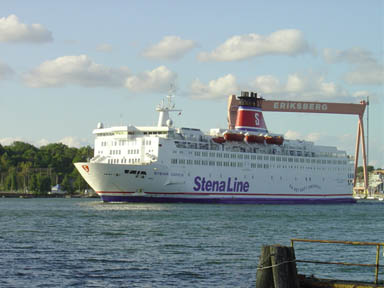
Stena Danica, Älvsborgsbron-Eriksberg, Göteborg

Stena-sfären (Stenakoncernen, Stena AB) är ett av världens ledande rederier inom sjöfartsområdena passagerartrafik, bulktransporter och lasttransporter. Stena-sfären är en paraplyorganisation för bland annat Stena Line, Stena Metall och Stena Sessan. 
Det svenska rederiet Stena Line bedriver färjetransporter i bland annat Skandinavien, Storbritannien, Tyskland, Nederländerna och Polen. 1962 började Stena-Sfären bedriva färjetrafik över till Danmark mellan Göteborg och Skagen. När större fartyg börjades köpas in lades rutten om till Göteborg-Fredrikshavn. Sedan dess har ett flertal färjeförbindelser i Europa skapats. Stenas andra områden inom sjöfarten är RoRo-trafik som kom 1977, Bulk 1982 och Concordia Maritime 1984.

### Nordstjernan AB
Axel Johnson (1844-1910), byggde upp ett kapital genom aktieaffärer. År 1890 bildade han Rederiaktiebolaget Nordstjernan som expanderade snabbt. Hans affärssinne, i kombination med personliga kontakter med den ekonomiska eliten, gjorde att förutsättningarna för att utveckla affärsidén i kombination med god finansiering förelåg. 
1904 påbörjade rederiet reguljär trafik till Sydamerika med den så kallade La Platalinjen. Av rederiets 14 ångfartyg, gick 6 av dessa på La Platalinjen, ångfartygen Axel Johnson, Annie Johnson, Kronprinsessan Victoria, Prinsessan Ingeborg, Oscar Fredrik och Oscar II. Sveriges export till Argentina, Brasilien och Uruguay ökade drastiskt tack vare Nordstjernans trafik, från 0,6 miljoner kr 1903 till 12,7 miljoner kr år 1912. Importen till Sverige ökade med ännu större siffror.

### Walleniusrederierna

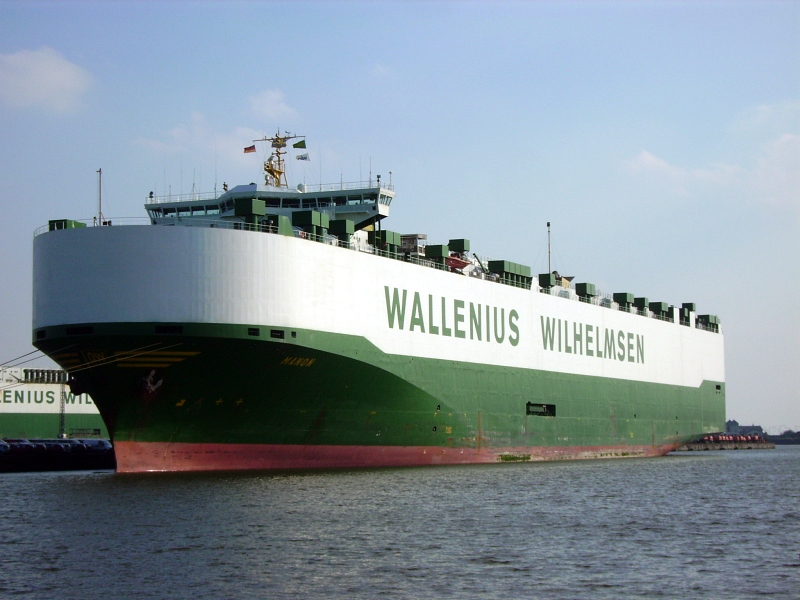
M/S Manon, ett av Walleniusrederiernas fartyg

Walleniusrederierna startades 1934 Olof Wallenius och är ett företag som skulle komma att bli ett av världens tongivande inom shipping som biltransportör. En verksamhet i liten skala växte snabbt och blev världsomspännande.

### Rederi AB Transatlantic
Se Rederi Transatlantic och Transatlantic (rederi).

## Farleder inom Sverige
Sjöfartsverket ansvarar för de svenska farlederna och är ett av verkets huvuduppgifter. I deras ansvar ingår att hålla svensk sjöfart med miljöriktiga och säkra leder för trafikens behov. Sjöfartsverket förser lederna med orienterings och navigationshjälpmedel såsom fyrar, bojar, prickar, radarfyrar, referensstationer för satellitnavigering med mera. Sjöfartsverket ansvarar för underhåll av denna utrustning som är placerad från finska gränsen i norr till norska gränsen i väster. Rent operativt sköts detta med hjälp av sju underhållsområden inom Sjöfartsverket.
Totalt består farlederna av cirka 1000 fyrar där hälften drivs med hjälp av förnyelsebar energi.

### Trafikverkets färjetrafik

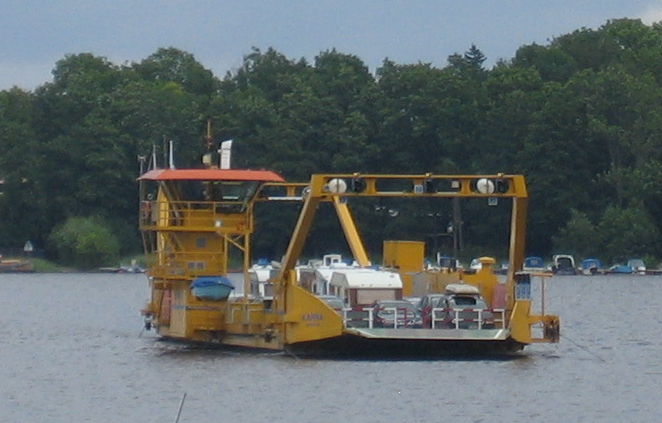
Kabelfärjan M/S Karna på Ivöleden.

Sveriges vägfärjor drivs av Trafikverket Färjerederiet. Med 63 färjor på 38 leder i hela landet transporterar Trafikverket Färjerederiet varje år 21 miljoner passagerare och 11 miljoner fordon.
Lederna i bokstavsordning:
Adelsöleden, Ammeröleden,
Arnöleden, Aspöleden,
Avanleden, Björköleden,
Blidöleden, Bohedenleden,
Bohus-Malmönleden, Bolmsöleden,
Ekeröleden, Furusundsleden,
Fårösundsleden, Gräsöleden,
Gullmarsleden, Hamburgsundsleden,
Hemsöleden, Holmöleden,
Håkanstaleden, Högsäterleden,
Hönöleden, Isöleden,
Ivöleden, Kornhallsleden,
Ljusteröleden, Lyrleden,
Malöleden, Nordöleden, 
Oxdjupsleden, Röduppleden,
Skanssundsleden, Skenäsleden,
Stegeborgsleden, Sund-Jarenleden,
Svanesundsleden, Vaxholmsleden,
Vinöleden och Ängöleden.

## Rederistöd och andra statliga stöd
Sjöfarten är idag en näring med omfattande bidrag och andra former av offentligt stöd. För ett fartyg under svensk flagg behöver redaren inte betala sociala avgifter för löner till anställda sjömän skrivna i Sverige. Därutöver erhålls ett bidrag lika stort som källskatten. Följden blir att den faktiska personalkostnaden endast består av nettolönen efter skatt.
Rederistödsnämnden är tillsynsmyndighet som ansvarar för utbetalning av rederistöd. För utomlands boende betalar redaren enbart statlig inkomstskatt, så kallad SINK om 25 procent. 

### Utflaggning
Bekvämlighetsflagg betyder att man registrerar sitt fartyg i ett land med låga kostnader och begränsad kontroll, så kallad utflaggning. Till exempel Liberia och Panama är kända länder, där många fartyg registrerats under bekvämlighetsflagg.

## Sjöfart i svensk kultur

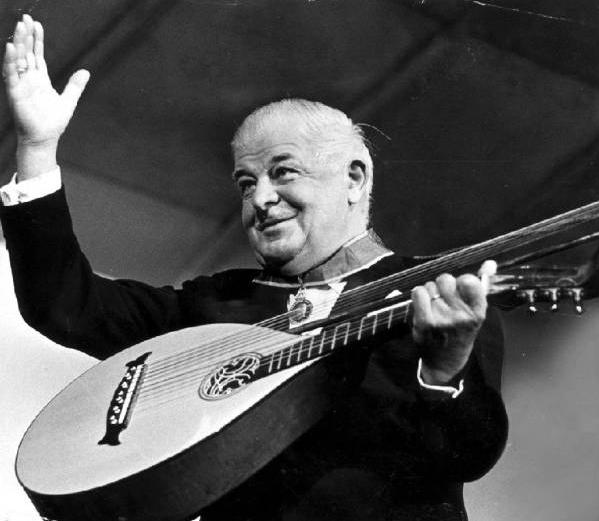
Evert Taube på scenen 1961.

Många kulturella verk utspelar sig i den svenska sjöfarten, allt från Evert Taubes resor till tv-serien Rederiet.
En underavdelning till arbetarlitteraturen var de sjömän och eldare som skrev om vardagen till sjöss, från tidigt 1900-tal. Den senare nobelpristagaren Harry Martinson var en av dessa. Han gjorde sin författardebut med en dikt i Svenska Eldareförbundets tidskrift Eldaren 1927 och skrev senare flera prosaböcker om sitt liv som sjöman. Andra sjömän som skildrade livet ombord under första hälften av 1900-talet var Josef Kjellgren, Ragnar Holmström och Nils Fredricson. Ove Allansson skrev om perioden från containertrafikens start.
Inom bildkonsten har tecknaren, grafikern och monumentalmålaren Torsten Billman varit dominerande som sjöfartens skildrare. Han var bland annat flitig illustratör inom sjömansfackens tidningar.